# Střelba ku ptáku

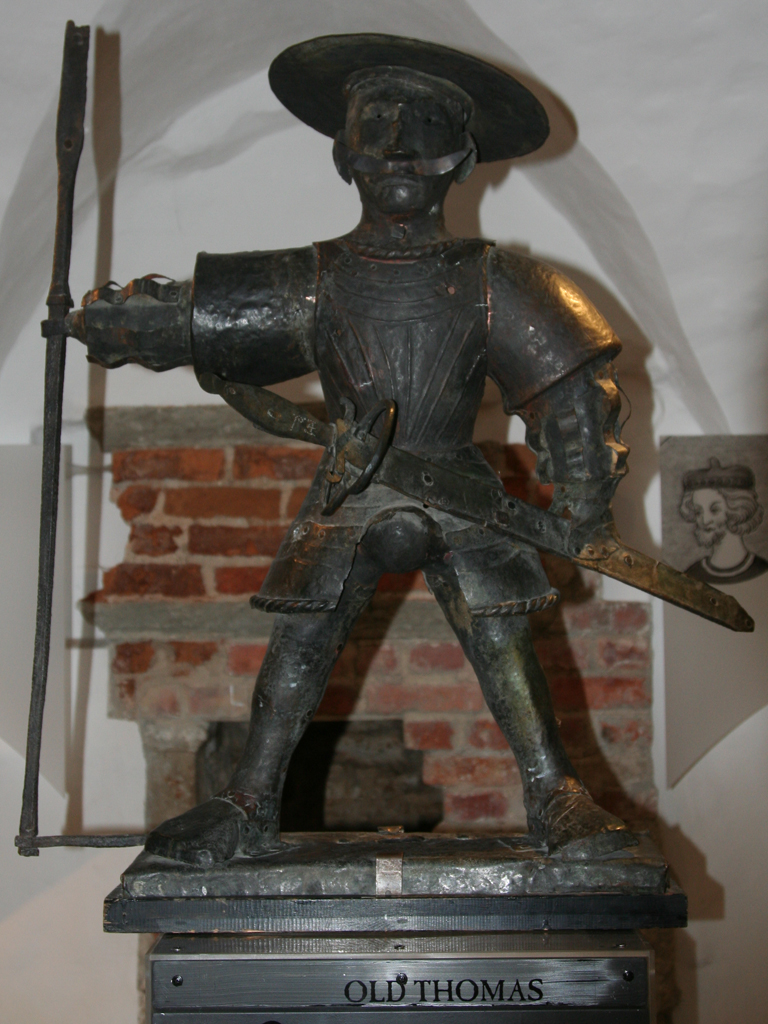
Vana Toomas „Starý Tomáš“, legendární estonský ptačí král, symbol a ochránce Tallinu

Střelba ku ptáku je tradiční evropský střelecký sport spočívající ve střelbě z luku, kuše či pušky na model ptáka upevněný na dlouhé tyči.

## Česko
V Česku byla střelba ku ptáku spojena především s oslavami letnic, během kterých byl vítězný střelec vyhlášen za krále ptačího a na jehož počest byla pořádána slavnost. Zvyk byl pravděpodobně převzat z Německa a původně se střílelo na ptáka živého přivázaného k dlouhé tyči, později na ptáka dřevěného. O vážnosti celé události svědčí fakt že v roce 1479 nařídil Vladislav Jagellonský svým úředníkům v Kutné hoře aby odevzdali střelcům hřivnu stříbra, která měla být užita na odznak ve tvaru ptáka který král ptačí během slavnosti nosil. Kněží a moralisté kritizovali tento zvyk jako urážlivý vzhledem k tomu že je pořádán na svátek seslání Ducha svatého, přičemž Duch svatý bývá symbolizován holubicí, a poukazovali na nemírnou spotřebu alkoholu před střelbou i po ní. Obecný lid se samotné střelby účastnit nemohl, ale věnoval se zábavě během ní i po ní – provozoval hry, závody, popíjel, tancoval, sázel se a rval. Lidové prostředí také znalo kromě krále ptačího také letniční krále a královny volené během králenských slavností.